# سنجدوئية (كوه بنج)
سنجدوئية (بالفارسية: سنجدوئیه علیا) هي قرية تقع في إيران في البلدة المركزية.